# Ouso di Passo Pratiglio
L'Ouso di Passo Pratiglio [La/Fr 931] è una grotta che si apre ad una quota di 1.360 metri sul versante sud-est del Monte Malaina (monti Lepini) nel comune di Supino. Scoperto nel 1976 ed è stato esplorato dallo SCR nel 1996 fino alla profondità di -299 metri, al 2015 è la grotta più profonda del Lazio, con un dislivello di circa 840 metri. 

## Descrizione
L'andamento della grotta è verticale fino a -200 metri e poi diventa suborizzontale. Il vecchio fondo era costituito da una serie di 5 laghi fino ad uno pseudo sifone posto a quota -299 che ha rappresentato per molti anni il limite esplorativo. Il sifone presente a -299 metri è stato superato in apnea nel 2004 da A. Benassi, P. Turrini e G. Baroncini Turricchia. 
Oltre il tratto allagato, reso successivamente più agevole abbassando il livello dell'acqua, la grotta riprende rapidamente l'andamento verticale raggiungendo con una serie di pozzi la profondità di circa -840. La progressione è particolarmente complicata dalla continua presenza di acqua. Grandi pozze da attraversare a nuoto e cascate lungo i pozzi costringono all'uso della muta. 
Il fondo è stato raggiunto per la prima e finora (2015) unica volta nell'estate del 2007 da A. Benassi, P. Turrini e G. Antonini. Nello stesso anno all'interno dell'ouso è stato allestito un precario campo base su una cengia a quota -700, composto da una tenda e due sacchi a pelo. Lo stato attuale del campo è sconosciuto.
Le esplorazioni si sono arrestate davanti ad un grande lago-sifone sotto cui s'intuisce una prosecuzione allagata. Sempre al fondo la grotta riceve un grande arrivo di acqua da un grande camino, che insieme alla forte circolazione d'aria, fa pensare alla presenza di un ingresso alto ancora da identificare sulla cima della montagna.